# پولکوویسته (لهستان)
پولکوویسته (به لهستانی: Polkowice، تلفظ: [pɔlkɔˈvʲit͡sɛ] ()) یک شهرک در لهستان است که در استان سیلزی سفلی واقع شده‌است. پولکوویسته ۲۳٫۷۵ کیلومتر مربع مساحت و ۲۲٬۲۷۹ نفر جمعیت دارد.